# 西布魯克林 (伊利諾伊州)
西布魯克林（英語：West Brooklyn）是位於美國伊利諾伊州李縣的一個村落。

## 地理
西布魯克林的座標為41°41′37″N 89°08′50″W / 41.69361°N 89.14722°W，而該地最高點為海拔高度288米（即944英尺）。

## 人口
根據2010年美國人口普查的數據，西布魯克林的面積為0.28平方千米，當中陸地面積為0.28平方千米，而水域面積為0.00平方千米。當地共有人口142人，而人口密度為每平方千米507人。